# Банг Качао

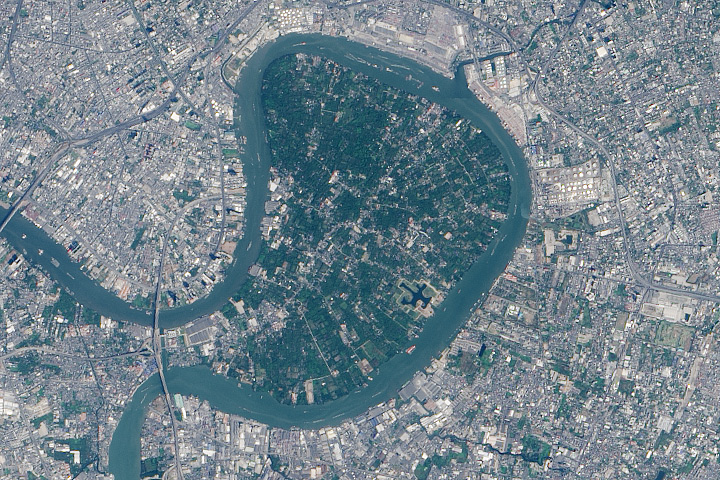
Банг Качао, знятий супутником Landsat 8

Банг Качао (тай. บางกะเจ้า) — штучний острів, утворений вигином річки Чао Прайя та каналом на її західному кінці. Він розташований на південь від столиці Таїланду Бангкока в районі Пхра Прадаенг провінції Самут Пракан. Острів площею 16 квадратних кілометрів (6,2 миля2) або 12 000 рай (1 920 гектарів) традиційно сільськогосподарські з відносно невеликим населенням. Його іноді називають «зеленими легенями» Бангкока". У 2006 році Банг Качао був названий «найкращим міським оазисом» за версією Time в серії «Найкраще в Азії», і його часто відвідують любителі природи та велосипедисти.

## Адміністрація
Банг Качао включає шість підрайонів (тамбонів): Банг Нампхуенг, Банг Качао, Банг Йо, Банг Красоп, Банг Ко Буа та Сонг Ханонг.

## Розвиток
Незруйнований характер острова, велика кількість простору та близькість до центру Бангкока зробили його мішенню для забудовників. Триває боротьба за його збереження. Після смерті короля Пуміпона в жовтні 2016 року військовий уряд оголосив про намір зберегти Банг Качао. Трирічний проєкт Королівського департаменту лісового господарства, Університету Касетсарт і нафтової компанії PTT спрямований на оновлення громадських зелених насаджень і забезпечення того, щоб 60 відсотків острова залишалися вільними від забудови.